# Kolosalny magnetoopór
Kolosalna magnetorezystancja (ang. Colossal magnetoresistance, CMR) – jest właściwością niektórych materiałów, głównie perowskitów zawierających mangan, która umożliwia im radykalną zmianę rezystancji elektrycznej w obecności pola magnetycznego. Magnetorezystancja konwencjonalnych materiałów umożliwia zmiany rezystancji nawet o 5%, ale materiały z CMR mogą wykazywać zmiany rezystancji o rzędy wielkości.
Ta technologia może potencjalnie znaleźć zastosowanie w głowicach do odczytu i zapisu na dysku twardym, pozwalając na zwiększenie gęstości danych. Jednak do tej pory nie udało się jej zastosować w praktyce, ponieważ technologia ta wymaga niskich temperatur i dużego sprzętu.